# Sistema de Monitorización de la Mortalidad Diaria
El Sistema de Monitorización de la Mortalidad Diaria, también conocido como sistema MoMo, o simplemente MoMo, es un sistema gestionado por el Centro Nacional de Epidemiología del Instituto de Salud Carlos III que tiene por objetivo identificar las desviaciones de mortalidad diaria por todas las causas, según las series históricas de mortalidad, y comunicar al Ministerio de Sanidad las desviaciones significativas de mortalidad observada respecto de la mortalidad esperada para que se puedan tomar las medidas de control o de investigación más apropiadas.

## Funcionamiento
La mortalidad observada se obtiene diariamente de todas las defunciones procedentes de los 3929 registros civiles informatizados del Ministerio de Justicia. Están distribuidos por todas las comunidades autónomas y representan el 92% de la población española. Las estimaciones de mortalidad esperada se realizan mediante modelos restrictivos de medias históricas basados en la mortalidad observada desde el uno de enero de 2008 hasta un año previo a la fecha actual.

## Historia
El sistema MoMo se creó en 2004 con el objetivo inicial de monitorizar el impacto sobre la salud de las olas de calor en España dentro del "Plan de acciones preventivas contra los efectos del exceso de temperaturas sobre la salud" del Ministerio de Sanidad. Este sistema específico de vigilancia epidemiológica por el impacto del calor se les conoce como MOMOcalor y establece avisos diarios entre el uno de junio y el 15 de septiembre de cada año definiendo varios niveles de mortalidad utilizando el índice Kairós.
Con posterioridad al año 2004, las observaciones del MoMo se sistematizaron durante todo el año como sistema de alerta de mortalidad ante cualquier evento de importancia para la salud pública y también como creador de una serie de indicadores que ayudan a vigilar las enfermedades infecciosas y crónicas de la población española mediante su integración en otros sistemas de vigilancia.
El MoMo forma parte de la red europea EuroMOMO, que está integrada por 29 socios de 26 países europeos con el objetivo inicial de diseñar un sistema rutinario de control de la mortalidad para medir y detectar el exceso de muertes relacionadas con la gripe y otras amenazas para la salud pública en los países europeos participantes. Entre los años 2008 y 2011, varios países socios se dedicaron a desarrollar un enfoque coordinado para normalizar en toda Europa el control de la mortalidad en tiempo real.
Durante la pandemia de gripe por A (H1N1) de 2009, la red EuroMOMO demostró como un enfoque puntual, normalizado y coordinado del seguimiento de la mortalidad aumentaba la capacidad europea de respuesta. Los diversos métodos, técnicas de trabajo y modelos estadísticos de última generación que había desarrollado y consensuado el EuroMOMO demostraron su eficacia, Desde 2009 el sistema funciona y se está aplicando continuamente en países que cumplen los requisitos mínimos.